# آنیس لدیگ
آنیس لُدیگ (به فرانسوی: Agnès Ledig) زادهٔ ۱۹۷۲ در استراسبورگ، نویسنده زن فرانسوی قرن بیست و یکم است.

## زندگی‌نامه
آنیس لُدیگ در ۱۹۷۲ از پدر و مادری که هر دو معلم بودند در شهر استراسبورگ زاده شد. او از ۲۰۰۵ به نوشتن رو آورد. نخستین رمان خود را با عنوان ماری از آن بالا (Marie d'en haut) در سال ۲۰۱۱ منتشر کرد. از ۲۰۱۵ در شغل پرستار مامایی که مورد علاقه‌اش بود، مشغول به کار شد. لُدیگ به موازات کار، قریب پانزده رمان و مجموعه داستان کوتاه هم نوشته که با استقبال خوبی از طرف ناشران و خوانندگان فرانسوی روبه‌رو شده‌است. از میان آنها، رمان فردا دیر است (On regrettera plus tard) توسط آریا نوری به فارسی برگردانده و در سال ۱۳۹۵ منتشر شده‌است.
آنیس لُدیگ در ۲۰۲۰ ریاست پنجاهمین «جایزهٔ خانهٔ مطبوعات» (Prix des Maison de la presse) فرانسه را بر عهده داشت.